# ویلیام بوید (هنرپیشه)
ویلیام بوید (انگلیسی: William Boyd؛ ‏ ۵ ژوئن ۱۸۹۵ – ۱۲ سپتامبر ۱۹۷۲) بازیگر اهل ایالات متحده آمریکا بود.
از فیلم‌هایی که وی در آن نقش داشته‌است می‌توان به ترجیحاً فولاد و میلیون‌ها دلار بروستر اشاره کرد.